# フリオ・ロメロ・デ・トーレス
フリオ・ロメロ・デ・トーレス（Julio Romero de Torres、1874年11月9日 - 1930年5月10日）は、スペインの画家である。

## 略歴
スペイン、アンダルシアのコルドバで生まれた。父親のラファエル・ロメロ・バロス（Rafael Romero Barros: 1832-1895)は、画家でコルドバの美術館の館長を務めた人物である。兄のラファエル・ロメロ・デ・トーレス（Rafael Romero de Torres:1865-1898）とエンリケ・ロメロ・デ・トーレス（Enrique Romero de Torres: 1872-1956）も画家になった。 
父親から絵を学び、1889年ころには絵を発表するようになり、コルドバの新聞「Diario de Córdoba」に挿絵を提供した。
1895年にスペインの全国美術展に出展した作品が選外佳作を受賞した。1897年にローマのスペイン美術アカデミーに留学する資格が得られるコンクールに出展するが、優勝できなかった。翌年、兄のラファエルが33歳の若さで亡くなった。1899年の全国美術展で、3等のメダルを受賞した。この頃から、美術学校で教え始めた。
結婚し、ヨーロッパ各地を旅した。
1906年の全国美術展で売春宿の中を描いた作品を提出し、審査員によって道徳的理由で展示を拒絶された。その後、ダリオ・デ・レゴヨス（1857-1913）やサンティアゴ・ルシニョール（1861-1931年）、ホセ・グティエレス・ソラーナ（1886-1945）らの新しいスタイルの画家とマドリードの「Círculo de Bellas Artes」という美術グループの展覧会に参加した。
1915年からマドリードに住み、1916年にマドリードの王立サン・フェルナンド美術アカデミーの教授に就任した。
1928年までに健康状態が悪化し、医師に休養を勧められ、1930年に故郷に戻るが、仕事は続けた。55歳でコルドバで亡くなった。

## 作品

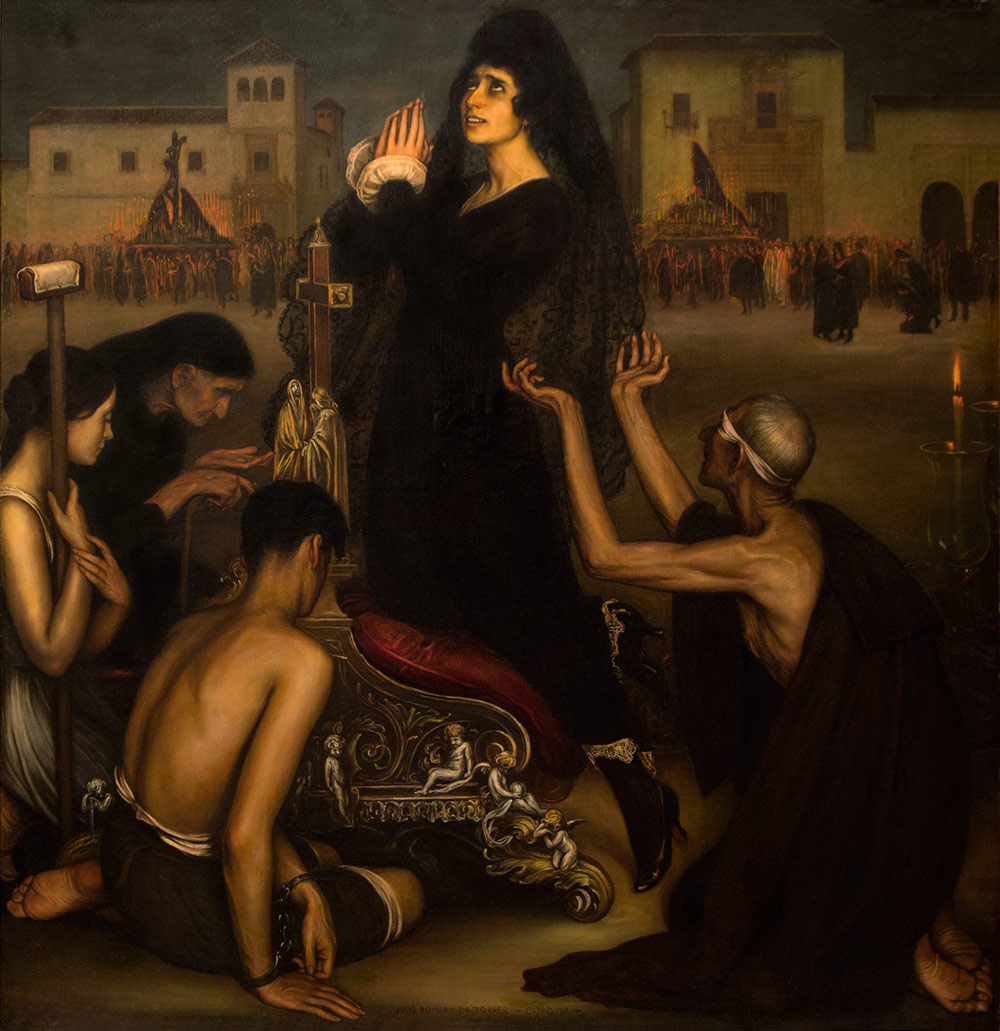
サエタ
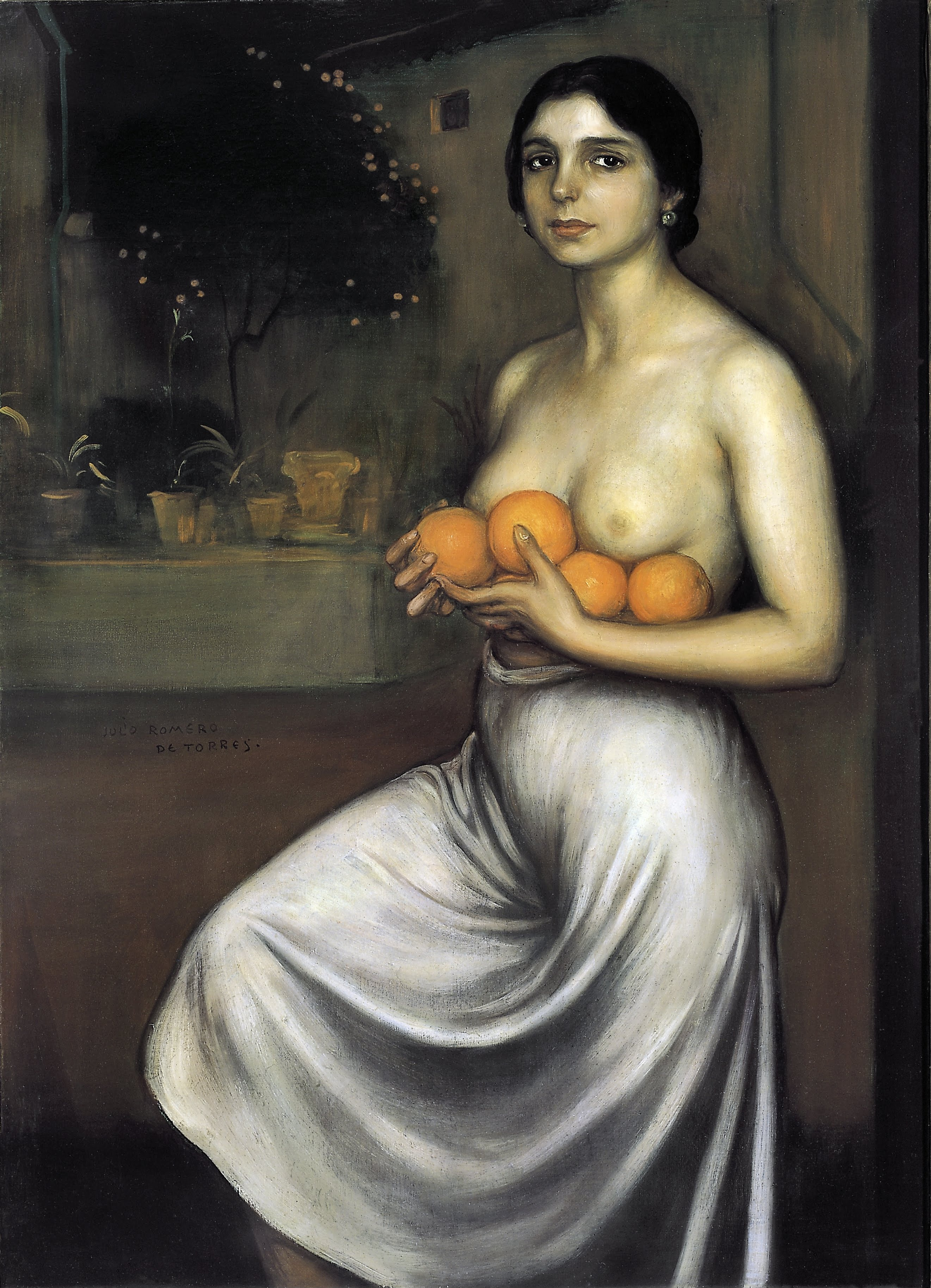
オレンジとレモン(1927) フリオ・ロメロ・デ・トーレス美術館
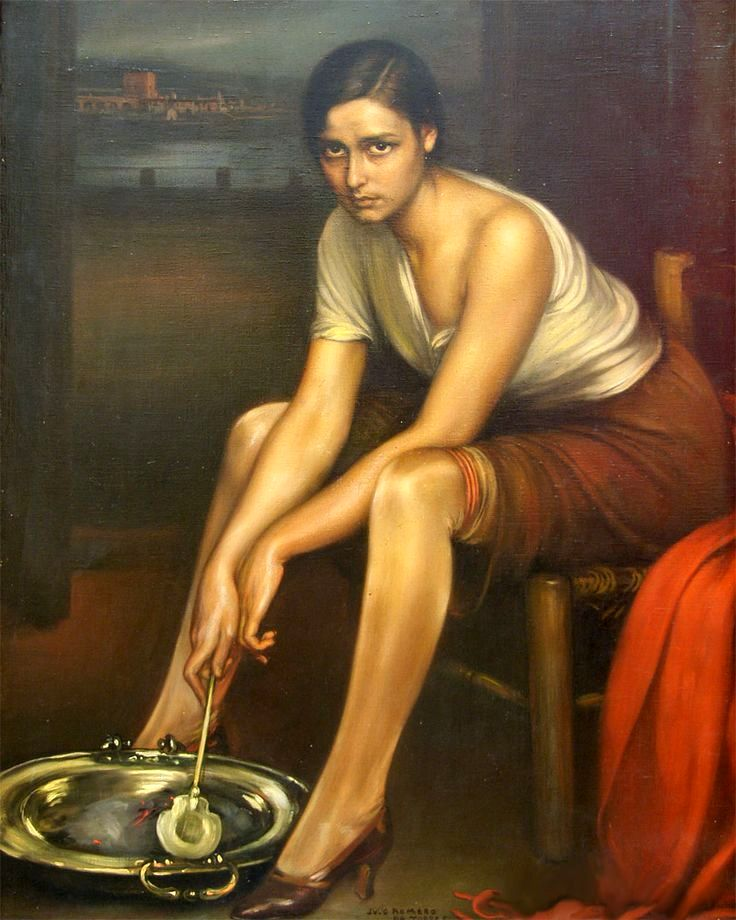
火の番をする女 (1930) フリオ・ロメロ・デ・トーレス美術館
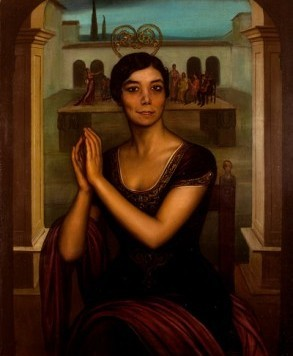
ラ・ニーニャ・デ・ロス・ペイネス（フラメンコ歌手）(1917/1918)

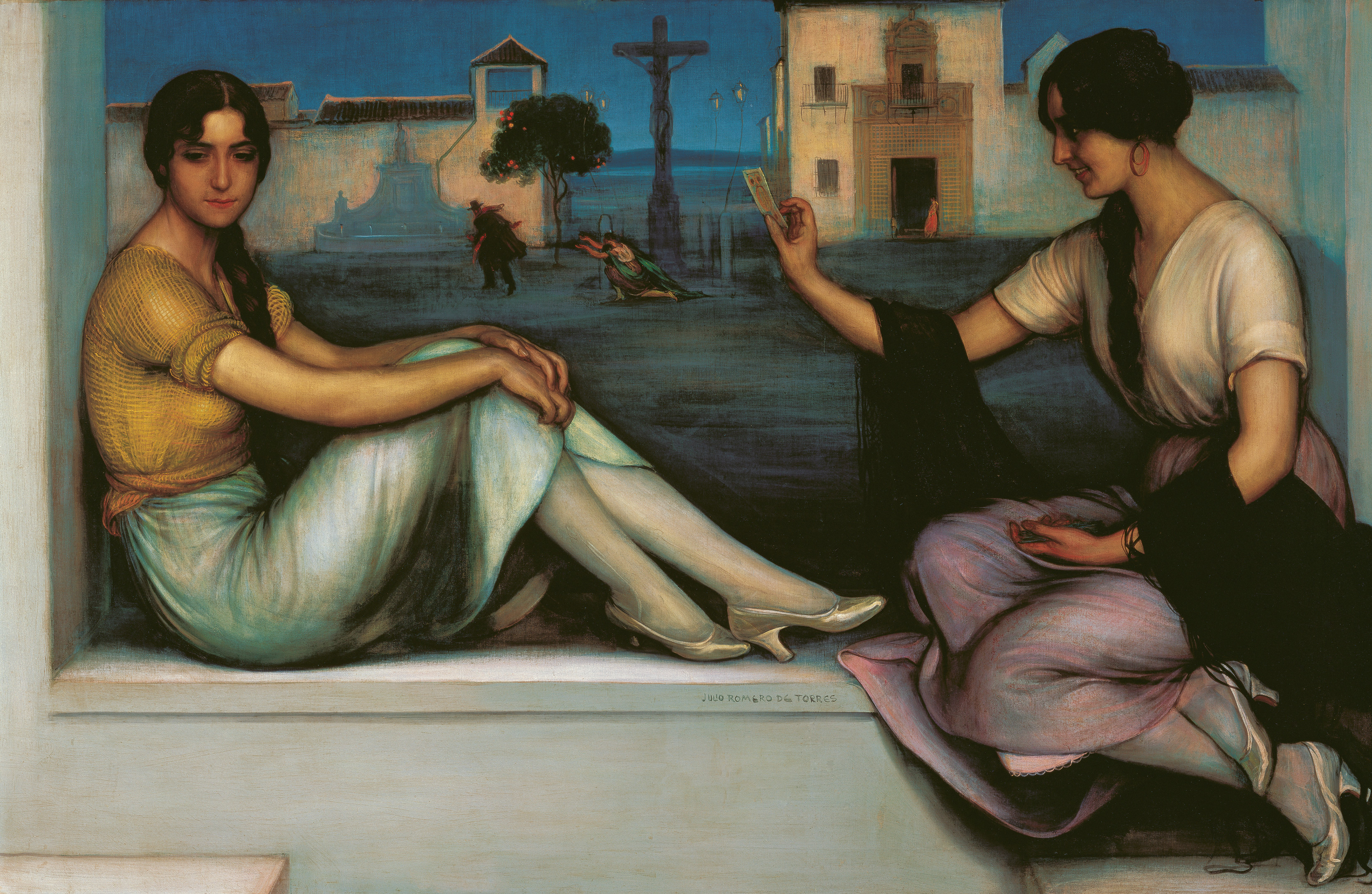
占い師 (c.1522) Carmen Thyssen Museum
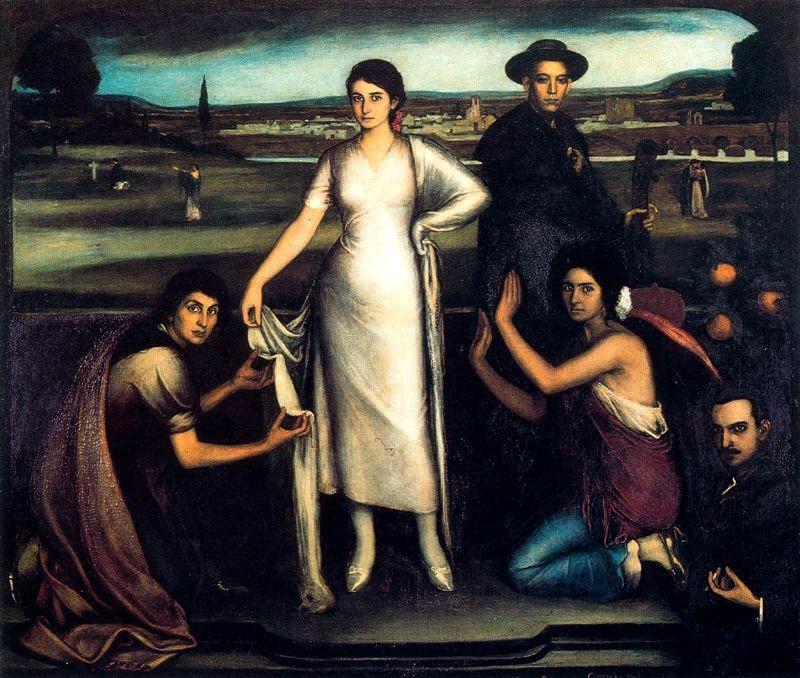
アンダルシアの聖母 (1907) フリオ・ロメロ・デ・トーレス美術館
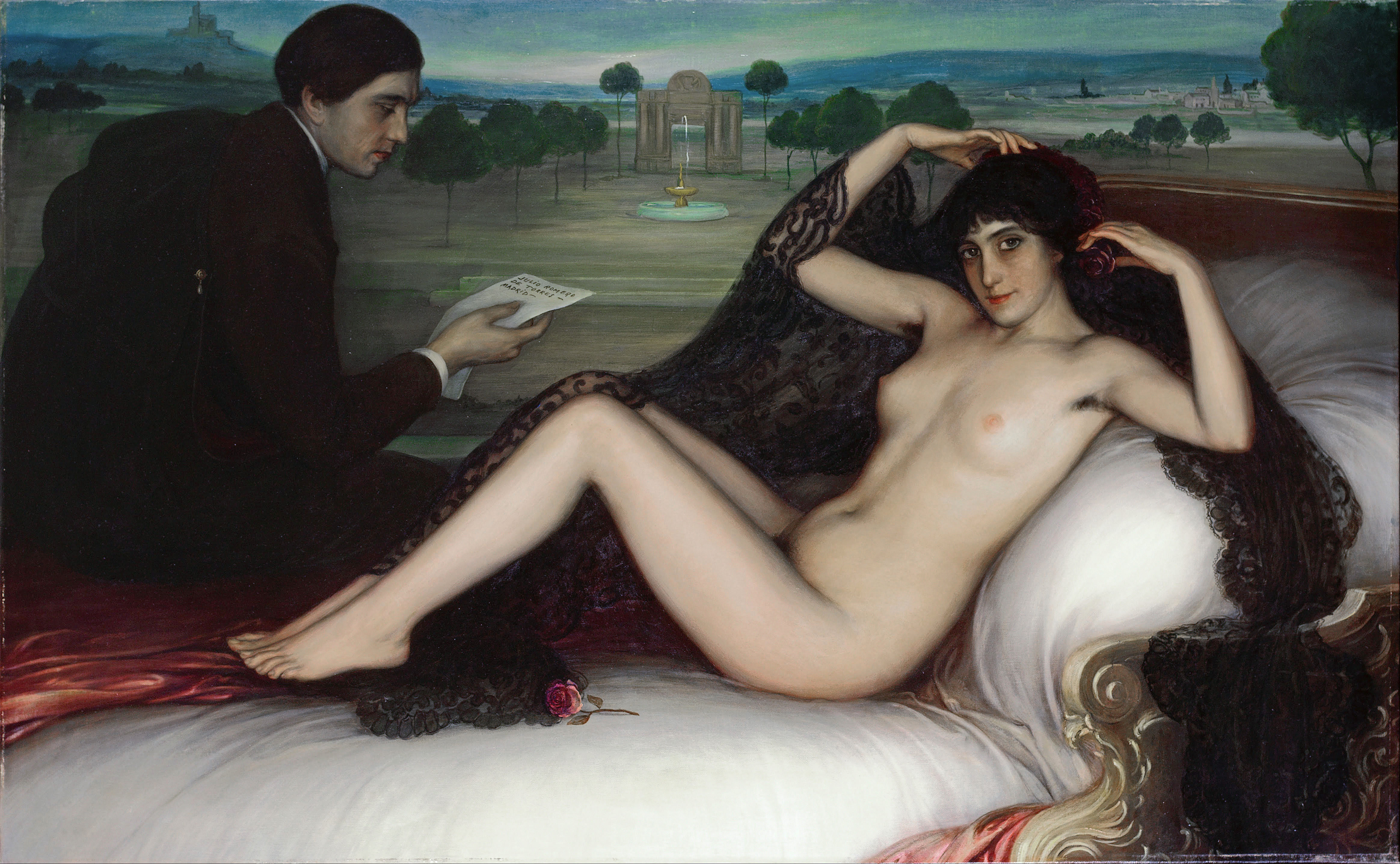
"Venus of Poetry" (1913) ビルバオ美術館
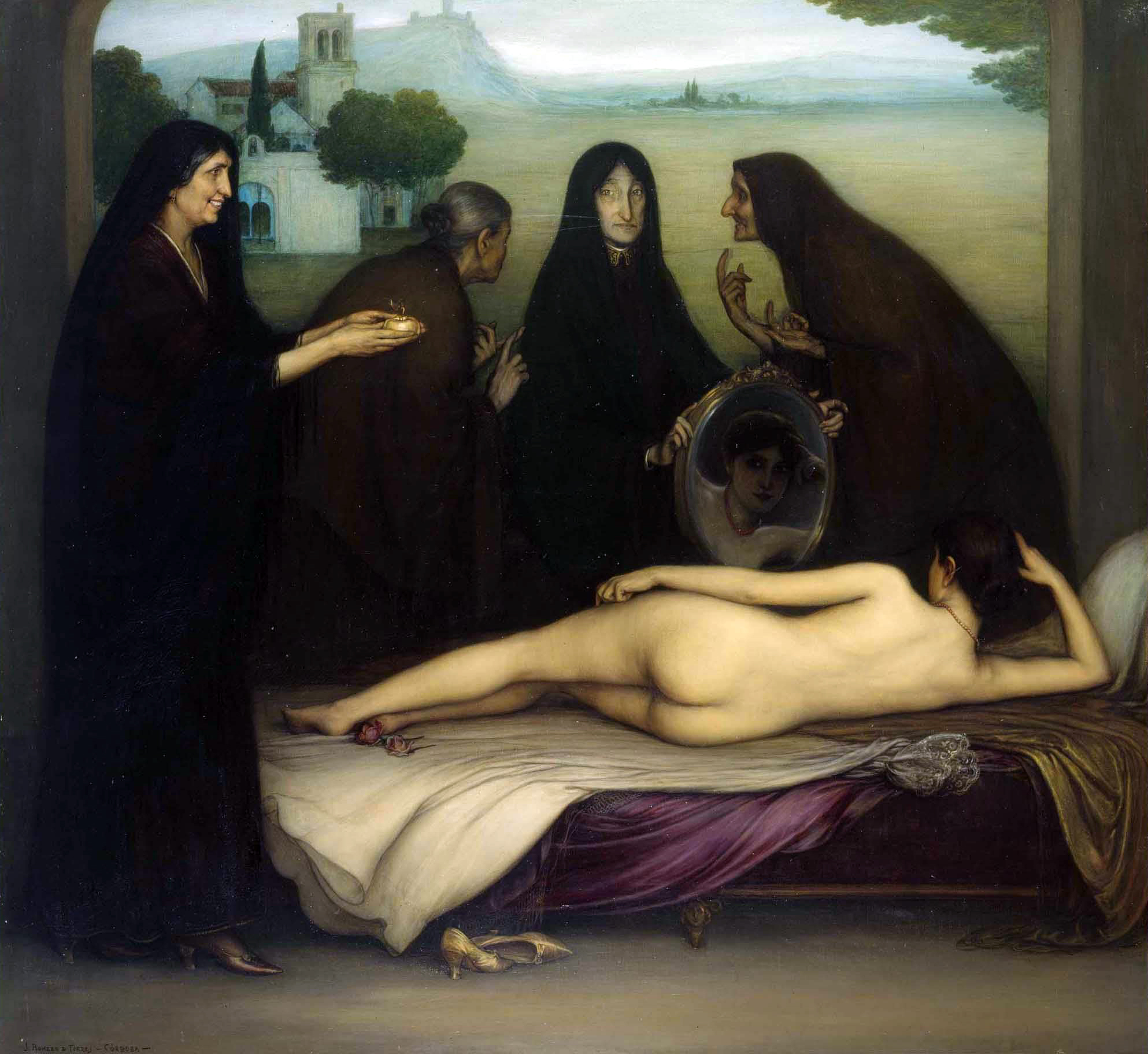
罪（1913年）